# AFC Women's Club Championship
AFC Women's Club Championship (tiếng Việt: Giải vô địch bóng đá nữ các câu lạc bộ châu Á) là giải đấu  bóng đá nữ quốc tế cấp câu lạc bộ do Liên đoàn bóng đá châu Á (AFC) tổ chức, dành cho các câu lạc bộ nữ hàng đầu thuộc các quốc gia thành viên của AFC. Giải đấu được thành lập vào năm 2018, lúc đó chỉ có bốn đội tham dự.
AFC đề xuất mở rộng giải đấu để trở thành phiên bản nữ của AFC Champions League, dự kiến sẽ có nhiều câu lạc bộ tham gia hơn vào năm 2021. Tuy nhiên, con số đã giảm xuống còn 4 đội do đại dịch COVID-19.
Đội vô địch hiện tại là Amman SC.

## Lịch sử
Ý tưởng về một giải đấu cấp câu lạc bộ của châu Á dành cho nữ được đề xuất lần đầu tiên vào năm 2018. Giải đấu đầu tiên được tổ chức theo dạng vòng tròn một lượt với bốn đội tham gia vào tháng 11 năm 2019, đó là các đội vô địch giải đấu quốc nội của các hiệp hội bóng đá Úc, Trung Quốc, Nhật Bản và Hàn Quốc. Dự kiến sẽ có tối đa sáu câu lạc bộ được mời vào năm 2020. Vào năm 2021 và 2022, sẽ có tám câu lạc bộ được mời và đến năm 2023 và 2024, con số này sẽ tăng lên tối thiểu là 12 đội, sẽ được mở cho tất cả các Hiệp hội thành viên vào năm 2025, giải đấu sẽ được nâng lên thành 16 đội.
Sau mùa giải 2023, giải đấu chính thức khép lại với sự ra đời của AFC Women's Champions League từ mùa giải 2024–25.

## Thành tích và thống kê
| Năm  | Chủ nhà                      | Số đội | Vô địch                                                     | Á quân                                           |                                  | Hạng 3            | Hạng 4 |
| ---- | ---------------------------- | ------ | ----------------------------------------------------------- | ------------------------------------------------ | -------------------------------- | ----------------- | ------ |
| 2019 | Hàn Quốc                     | 4      | Beleza                                                      | Giang Tô                                         | Incheon Hyundai Steel Red Angels | Melbourne Victory |        |
| 2021 | Jordan                       | 4      | Amman SC                                                    | Shahrdari Sirjan                                 |                                  |                   |        |
| 2022 | Thái Lan Uzbekistan          | 5      | College of Asian Scholars (Đông Á) Sogdiana Jizzakh (Tây Á) | Taichung Blue Whale (Đông Á) Bam Khatoon (Tây Á) | ISPE (Đông Á)                    |                   |        |
| 2023 | Thái Lan Uzbekistan Nhật Bản | 8      | Urawa Red Diamonds                                          | Incheon Hyundai Steel Red Angels                 |                                  |                   |        |

### Thành tích

#### Câu lạc bộ
| Câu lạc bộ            | Vô địch | Á quân | Hạng 3 | Hạng 4 | Toàn bộ |
| --------------------- | ------- | ------ | ------ | ------ | ------- |
| Beleza                | 1       | 0      | 0      | 0      | 1       |
| Giang Tô              | 0       | 1      | 0      | 0      | 1       |
| Thiên thần đỏ Incheon | 0       | 0      | 1      | 0      | 1       |
| Chiến thắng Melbourne | 0       | 0      | 0      | 1      | 1       |
| Tổng cộng             | 1       | 1      | 1      | 1      | 4       |

#### Quốc gia
| Quốc gia   | Vô địch | Á quân | Hạng 3 | Hạng 4 | Toàn bộ |
| ---------- | ------- | ------ | ------ | ------ | ------- |
| Nhật Bản   | 1       | 0      | 0      | 0      | 1       |
| Trung Quốc | 0       | 1      | 0      | 0      | 1       |
| Hàn Quốc   | 0       | 0      | 1      | 0      | 0       |
| Úc         | 0       | 0      | 0      | 1      | 0       |
| Tổng cộng  | 1       | 1      | 1      | 1      | 4       |

### Vua phá lưới
| Năm  | Cầu thủ        | Câu lạc bộ         | Bàn thắng |
| ---- | -------------- | ------------------ | --------- |
| 2019 | Mina Tanaka    | Tokyo Verdy Beleza | 4         |
| 2021 | Không xác định | Không xác định     | 2         |